# Sajószentpéter-Piactér megállóhely
Sajószentpéter-Piactér megállóhely egy Borsod-Abaúj-Zemplén vármegyei vasútállomás, Sajószentpéter településen, melyet a MÁV üzemeltetett. A személyforgalom 2020. december 12-én megszűnt, a vonatok a megállóhelyen megállás nélkül áthaladnak, helyettük autóbuszok közlekednek, csatlakozást biztosítva a vonatokra Sajószentpéter állomáson.

## Vasútvonalak
Az állomást az alábbi vasútvonalak érintik:
- Miskolc–Bánréve–Ózd-vasútvonal

## Kapcsolódó állomások
A vasútállomáshoz az alábbi állomások vannak a legközelebb:
- Sajóecseg vasútállomás (Miskolc–Bánréve–Ózd-vasútvonal)
- Sajószentpéter vasútállomás (Miskolc–Bánréve–Ózd-vasútvonal)

## A megállóhely megszűnése előtti forgalom
| Járat        | Útvonal | Gyakoriság   |
| ------------ | --- | ------------ |
| személyvonat | Miskolc-Tiszai – Miskolc-Gömöri – Sajókeresztúr – Sajóecseg – Sajószentpéter-Piactér – Sajószentpéter – (Berente) – Kazincbarcika alsó – Kazincbarcika – Sajókaza – Vadna – Dubicsány – Putnok – Pogonyipuszta – Bánréve – Bánrévei Vízmű – Sajónémeti – Ózd alsó – Ózd | 2-4 óránként |